# Jahan III
Pour les articles homonymes, voir Jahan.
Shah Jahan III (شاه جہان ۳) (mort en 1772) aussi connu comme Muhi-ul-Millat est brièvement empereur moghol. Il est le fils de Muhi-us-Sunnat, lui-même fils aîné de Mohammed Kam Baksh, qui a été le plus jeune fils d'Aurangzeb. Il est placé sur le trône en 1759, mais est par la suite déposé par Wazir Ghazi-ud-Din en 1760. 
En 1759, Delhi est brièvement capturé par les Marathes. 